# Montgeron
Montgeron is een gemeente in het Franse departement Essonne (regio Île-de-France) en telt 21.905 inwoners (1999). De plaats maakt deel uit van het arrondissement Évry.

## Geografie
De oppervlakte van Montgeron bedraagt 11,2 km², de bevolkingsdichtheid is 1955,8 inwoners per km².
De onderstaande kaart toont de ligging van Montgeron met de belangrijkste infrastructuur en aangrenzende gemeenten.

## Demografie
Onderstaande figuur toont het verloop van het inwonertal (bron: INSEE-tellingen).

## Stedenbanden
Montgeron heeft een stedenband met:
- Eschborn (Duitsland), sinds 1985
- Magog (Canada), sinds 1986
- Póvoa de Varzim (Portugal), sinds 1986
- Viernau (Duitsland), sinds 1992

## Tour de France
In Montgeron ging in 1903 de allereerste editie van de wielerkoers Ronde van Frankrijk van start. Op de rotonde bij hotel Au Reveil Matin staat een monument dat aan deze gedenkwaardige gebeurtenis herinnert. In 2017 startte de laatste etappe naar Parijs in Montgeron. Deze etappe werd gewonnen door de Nederlander Dylan Groenewegen.